# Kanchipuram (Taluk)
Der Taluk Kanchipuram (Tamil: காஞ்சிபுரம் வட்டம்; auch Kancheepuram, früher Conjeevaram) ist ein Taluk (Subdistrikt) des Distrikts Kanchipuram im indischen Bundesstaat Tamil Nadu. Hauptort ist die Distrikthauptstadt Kanchipuram.

## Geografie
Der Taluk Kanchipuram liegt im Küstenhinterland Westen des Distrikts Kanchipuram. Er grenzt an die Taluks Sriperumbudur im Osten, Chengalpattu im Südosten und Uthiramerur im Süden sowie an die Distrikte Tiruvannamalai im Südosten und Vellore im Nordosten. Der Taluk Kanchipuram wird vom Palar-Fluss durchflossen.
Der Taluk Kanchipuram ist deckungsgleich mit den Blocks Kanchipuram und Walajabad. Seine Fläche beträgt 624,9 Quadratkilometer.

## Bevölkerung
Nach der Volkszählung 2011 hat der Taluk Kanchipuram 497.149 Einwohner. Davon werden 55,3 Prozent als städtische und 44,7 Prozent als ländliche Bevölkerung klassifiziert. Die Bevölkerungsdichte liegt bei 796 Einwohnern pro Quadratkilometer.

## Orte
Zum Taluk Kanchipuram gehören die folgenden Orte:
Städte:
- Kanchipuram
- Sevilimedu
- Walajabad

Dörfer:
| - Agaram - Alapakkam - Alavandarmedu - Alavur - Ambakkam - Angambakkam - Ariyambakkam - Ariyaperumbakkam - Arpakkam - Asoor - Athipattu - Athivakkam - Attuputhur - Avalur - Ayimicheri - Ayyampettai - Bavasahibpettai - Chinnamadurapakkam - Chithaathur - Chitterimedu - Damal - Devariyambakkam - Ekanampettai - Elayanarvelur - Enadur - Erivoy - Govindavadi - Illuppapattu - Injambakkam - Iyangarkulam - Kalakattur - Kaliyanur - Kallipattu - Kalur - Kambarajapuram - Kamugampallam - Kanakambakkam - Karai - Karuppadithattadai - Karur - Kattavakkam - Kavanthandalam - Kilambi | - Kilar - Kilkadirpoor - Kilottivakkam - Kilputhur - Kolathur - Kolivakkam - Konerikuppam - Kosapattu - Kottavakkam - Kovalavedu - Koyambakkam - Kunnavakkam - Kuram - Kuruvimalai - Kuthirambakkam - Madapuram - Madavilagam - Magaral - Mangalpadi - Maniyachi - Manjamedu - Marutham - Melambi - Melbangaram - Melkadirpoor - Melottivakkam - Melputhur - Mettukuppam - Moolapattu - Murukkanthangal - Musaravakkam - Muthavedu - Muthialpettai - Muttavakkam - Naickenkuppam - Naickenpettai - Nallur - Narapakkam - Nathanallur - Nattapettai - Navettikulam - Neervalur - Nelveli | - Nelvoy - Nummappattu - Oddanthangal - Olaiyur - Olakkalpattu - Orikkai - Padappam - Padunelli - Palayaseevaram - Pappankuzhi - Parandur - Periamadurapakkam - Periyakarambur - Perumanallur - Perumbakkam - Pitchavadi - Podavur - Pondavakkam - Poondithangal - Poosivakkam - Pudupakkam - Puliyambakkam - Pullalur - Pullambakkam - Punjarasanthangal - Purisai - Puthagaram - Putheri - Putheri - Sadathangal - Seeyamangalam - Seeyati - Sekkankulam - Semanthangal - Sembarambakkam - Singadivakkam - Sinnivakkam - Sirukaveripakkam - Sirunaiperugal - Sirupagal - Siruvakkam - Siruvallur - Siruvedal | - Sittiyambakkam - Suramenikuppam - Thaipakkam - Thalaiyillillaperumbakkam - Thalayampattu - Thammanur - Thandalam - Thangi - Thenambakkam - Thenneri - Thimmaiyanpettai - Thimmarajampettai - Thimmasamudram - Thirumalpattu - Thiruppukuzhi - Thiruvenkaranai - Thodur - Thollazhi - Thonankulam - Thulukkanthandalam - Tirumalpadithangal - Ullavur - Uthukadu - Uveri - Vadaveripattu - Vaiyavur - Valathottam - Valathur - Valluvapakkam - Varanavasi - Vathiyur - Vedal - Vedal - Veliyur - Vembakkam - Vengudi - Vilagam - Villivalam - Vippedu - Vishakandikuppam - Vishar - Vitchanthangal |